# Plestia anomala
Plestia anomala är en insektsart som beskrevs av Frederick Arthur Godfrey Muir 1921. Plestia anomala ingår i släktet Plestia och familjen Ricaniidae. Inga underarter finns listade i Catalogue of Life.